# Paweł Saramowicz
Paweł Mikołaj Saramowicz (ur. 28 stycznia 1967 w Kielcach) – polski architekt, absolwent Wydziału Architektury Politechniki Krakowskiej, doktor nauk technicznych w dyscyplinie architektura i urbanistyka.

## Życiorys
Uczęszczał do I Liceum Ogólnokształcącego im. Stefana Żeromskiego w Kielcach (matura w 1986). Studiował architekturę na Wydziale Architektury Politechniki Krakowskiej, który ukończył w 1993 roku. W 2000 roku uzyskał stopień doktora nauk technicznych w dyscyplinie architektura i urbanistyka. Był stypendystą uniwersytetów w Wenecji, Neapolu i Las Palmas. W roku 1997 został laureatem Stypendium Twórczego Miasta Krakowa w dziedzinie architektury.
Jest autorem publikacji poświęconych zagadnieniom nowoczesnej architektury. W 2002 był współtwórcą Wydziału Architektury i Sztuk Pięknych Krakowskiej Akademii im. Andrzeja Frycza Modrzewskiego, gdzie prowadzi mistrzowską klasę projektową. W 1991 założył wraz z Rafałem Baryczem Biuro Architektoniczne Barycz i Saramowicz. Architekt jest prawnukiem burmistrza Szydłowca (1916–1919) Franciszka Saramowicza.

## Ważniejsze budynki i projekty
- Willa nad Rabą w Gdowie k. Krakowa
- Willa w Krajobrazie Naturalnym w Niepołomicach[3]
- Pensjonat pod Kasztanami w Piwnicznej-Zdroju przy Rynku[4]
- Willa Jurajska w Bolechowicach k. Krakowa[5]
- Kamienna rezydencja w Konstancinie, ul. Środkowa[6]
- Willa w Dwóch Pawilonach w Mielcu, ul. Wiesiołowskiego[7][8]
- The Concrete, Rezydencja z Betonu Licowego w Izabelinie k. Warszawy, ul. Langiewicza[9][10][11]
- Willa z Betonu Architektonicznego i Dranicy Cedrowej w Krakowie-Libertowie, ul. Jabłoniowa[12][13]
- Nowoczesny Dwór Polski w Grębynicach k. Krakowa
- Budynek Biurowy ASCO SA w Krakowie[14][15]
- Szkoła na Salwatorze w Krakowie
- Leśną Willę w Izabelinie, ul. Orła Białego[16]
- Country-House Promna nad Pilicą
- Willa Krakowiaków Zachodnich w Zabierzowie k. Krakowa[17]
- Nowa siedziba Spółki Gemini Holdings w Krakowie, Al. Focha[18]
- Kamienica Stare Podgórze w Krakowie
- Dworek w Lesie+ w Konstancinie[19]
- Rezydencja The Wall w Genewie-Cologny przy Chemin Du Parc De Montalègre

## Wybrane nagrody architektoniczne
- Nagroda Specjalna SARP Projekt Roku 1993
- Nagroda V Międzynarodowego Biennale Architektury
- Nagroda Główna SARP Projekt Roku 1997
- Nagroda Główna SARP Projekt Roku 1998
- Nominacja do Nagrody Roku SARP 2003
- Nagroda w konkursie miesięcznika „Dom&Wnętrze” Wydawnictwa Edipresse Polska Projekt Roku 2008
- Nagroda Województwa Małopolskiego im. Stanisława Witkiewicza 2012[20]
- Nagroda TopBuilder 2015[21]
- Nagroda „Osobowość branży”, Builder Awards 2016[22]
- Nagroda w plebiscycie Polska Architektura XXL 2017 za projekt Leśnej Willi w Izabelinie, Grupa Sztuka Architektury
- Nagroda TopBuilder 2018 za projekt rezydencji The Concrete[23]
- Nominacja projektu rezydencji The Concrete do ArchDaily Building of the Year Awards 2018
- Nominacja projektu Modern Manor do ArchDaily Building of the Year Awards 2019
- Nagroda TopBuilder 2019 za Nowoczesny Dwór Polski / Modern Manor[24]
- Nagroda TopBuilder 2020 za budynek Leśnej Willi w Izabelinie
- Nagroda TopBuilder 2021 za Willę z Gontu i Betonu[25]
- Nagroda TopBuilder 2022 za Willę w Dwóch Pawilonach[26]
- Nagroda TopBuilder 2023 za Budynek biurowy ASCO w Krakowie[27]
- Nagroda TopBuilder 2024 za Willę w Krajobrazie Naturalnym w Niepołomicach[28]
- Nagroda TopBuilder 20-lecia Polski w UE 2025[29]